# SIG P224半自動手槍
SIG P224是一系列由SIG Sauer所設計和生產的袖珍型軍用型半自動手槍，是SIG P229半自動手槍的袖珍型版本，發射9×19毫米、.40 S&W和.357 SIG三種口徑的手枪子彈。

## 歷史
當新設計在2012年1月公布時，該系列只能發射.357 SIG和.40 S&W口徑子彈，並只配備了DAK扳機（DAK，意為：凱勒曼的雙動操作，Kellerman為該扳機系統的設計者）。SIG宣布，他們會將該系列擴大，包括單／雙動操作（SA／DA）扳機、快速復位式單／雙動操作扳機（英語：Short Reset Double Action/Single Action），並且會在未來加入9毫米口徑版本。2013年，P224可在原來的兩種口徑，配備DAK扳機的四種原廠衍生型中選擇，包括：SIG防絆型（英語：SIG Anti-Snag，簡稱：SAS）、鍍镍型、春分型和Extreme型。直到現在，P224再新增了極限型。
P224的全長為170.18毫米（6.7英吋），而P229則為180.34毫米（7.1英吋）。同時，其全高和寬度分別為114.3毫米（4.5英吋）和33.02毫米（1.3英吋），比P229要矮和薄23毫米（0.9英吋）和5.1毫米（0.2英吋）。其總重量為902克（29盎司，1.99磅），亦比鋁合金底把和不鏽鋼底把的P229分別要輕190克（6.11盎司，0.42磅）和420克（14.82盎司，0.93磅）。.40 S&W和.357 SIG的P224的標準彈匣容量為10發，而9×19毫米衍生型於推出後證實其標準彈匣容量為12 發。它也可使新型的P229的具有更高容量的彈匣來供彈，讓使用者能夠隨身攜帶一個全尺寸備用彈匣作為備用，以緊貼配合P224的彈匣。

## 設計細節
P224與SIG經典手槍系列的其他成員一樣，採用了由約翰·白朗寧首創的後膛閉鎖槍管短行程後座作用模式以使全槍運作。在射擊時，套筒和槍管鎖在一起並且向後移動幾毫米，槍管會向後移直到後方的絞鏈時使後膛向下傾斜。這個時候，子彈已經離開槍管，而壓力亦已經下降到安全水平。在這種情況以下，套筒已完成向後行程，並以拋彈口退出彈殼。然後復進簧（又稱：反沖彈簧）會向前推動套筒，從彈匣上取出最頂部的一發並讓槍管後膛向上回複水平同時向前運動幾毫米，再將套筒和槍管一起閉鎖。
與其他白朗寧型武器（諸如柯爾特M1911A1，白朗寧大威力半自動手槍和CZ 75）以槍管和套筒之間的閉鎖鎖耳和凹槽的相互扣合以實現閉鎖相反的是，P224使用加大的槍管後膛節套在拋殼口內閉鎖使槍管和套筒得以閉鎖在一起。這個由SIG所發明的一個修改過的閉鎖系統與原來由白朗寧研製的閉鎖系統相比並沒有任何功能上的缺點，而且目前已經被眾多的槍械製造商所仿製。
P224在好幾個方面與其全尺寸型P226都有不同之處。P224與P229一樣是在推出同時可以裝填.357 SIG口徑手槍子彈的手槍。P226和P228都採用了鋁合金製底把和衝壓成形碳鋼製套筒製造。而P224則是採用了數控加工不銹鋼棒銑削不鏽鋼機加成形套筒，一般塗為全黑色並且使用Nitron塗層表面處理。P224就是在推出時使用銑削不鏽鋼製套筒使它可以承受由.357 SIG和.40 S&W兩種口徑手槍子彈所造成的更高套筒後座速度和後座力。雖然這樣會使手動拉後套筒變得困難得多，不過採用銑削不鏽鋼製套筒（加上在美国西格&紹爾工廠的新銑削和不銹鋼生產能力）與堅硬的標準重量復進簧使這輕微缺點更有意義。
P224的所有型號的底把是由硬質氧化鋁合金所製造。
標準型SIG P224在槍身的左側和彈匣釋放按鈕的上方具有待擊解脫桿（英語：Decocking lever），其首次出現在第二次世界大战時期的绍尔38H上，它可以降低外置式擊錘以鎖上全槍。在膛室裝彈或是發射子彈時，套筒會使擊錘自動地向後方拉下。由於使用了待擊解脫桿，擊錘可以在不使用撞針保險以下向後方拉下，這使得武器在已經使用待擊解脫桿以下不大可能出現走火。此外，使用了待擊解脫桿並使武器很像裝上了“防跌落保險”（英語：Drop Safety）。這就意味著，除非扣動扳機，否則撞針將不能撞上上膛的子彈底火。扣動扳機並慢慢地降低擊錘不會使武器具有“防跌落保險”，這是因為有相當的力道施加到擊錘的話就會導致可以在一個偶然的排放。只要手槍可以按正確方式待擊解脫，可以安全地收藏於槍套內，亦可以在雙動操作模式以下只需扣動扳機就可以發射。SIG P224並沒有手動保險裝置。雙動操作扳機扣力大約是44牛頓（10磅力）。在隨後的射擊模式就會改為單動操作扳機，這時扳機扣力會減輕至約20牛頓（4.5磅力）。與其他單／雙動操作扳機（SA／DA）手槍，例如HK USP和貝瑞塔92F等一樣，都需要一些時間進行訓練以盡量減少首發時的雙動操作模式射擊和以後的單動操作模式射擊之間的不同扳機扣力造成的差異感。事實上，其擊錘也可以在任何時間以下由使用者以手動方式拉下，然後就會在單動操作模式以下射擊。
P224可以裝填、發射9×19毫米、.40 S&W和.357 SIG三種口徑。而.40 S&W與.357 SIG口徑之間的轉換十分簡單，只要更換槍管即可。通過Bar-STO精密機械公司生產的口徑轉換槍管，也能夠讓P229或P226在.40 S&W／.357 SIG與9×19毫米口徑之間進行轉換。其.40 S&W的型號附送的彈匣亦刻有.357 SIG的銘文，意味著亦可對應.357 SIG子彈，反之亦然。

## 生產
SIG槍械同時在德国埃肯弗特的JP西格&紹爾父子公司和美国新罕布什尔州埃克塞特城的瑞士軍工公司（前稱SIGARMS公司）兩地生產。

## 衍生型

### P224防絆型
西格&紹爾P224 SIG防絆型（英語：SIG Anti-Snag，簡稱：SAS）型號具有將邊角進行了圓滑處理的套筒與底把，以及與SIG P226 E2型和SIG P229 E2型相似的新型“增強人體工學型”一整體式握把護板。Nitron塗層表面處理的套筒上具有作為標準配備的SIGLITE夜間照門。單／雙動操作扳機版本時具有快速復位扳機（英語：Short Reset Trigger，簡稱：SRT）系統。

### P224鍍鎳型
西格&紹爾P224鍍镍型號具有黑色硬塗層陽極氧化底把，並與鍍鎳套筒和控制桿（套筒鎖、彈匣釋放按鈕、扳機、分解桿）作為雙色調的對比。定制型霍格（英語：Hogue）G-10握把和SIGLITE夜間照門亦包括在內。

### P224春分型
西格&紹爾P224春分型發射.40 S&W手枪子彈並且具有使用雙色調設計。其設計通過刷子將套筒表面拋光處理和槍口內部的控件鍍鎳實現。P224春分型具有SIGLITE夜間照門、TRUGLO氚光光纖準星、SIG戰術配件導軌和灰色層壓木製握把片。

### P224極限型
西格&紹爾P224極限型採用獨特的黑色和灰色型霍格（英語：Hogue）食人魚握把和SIGLITE夜間照門，單／雙動操作扳機版本時具有快速復位扳機（英語：Short Reset Trigger，簡稱：SRT）系統。

### P224 Nitron型
西格-紹爾P224 Nitron型採用全Nitron塗層表面處理的黑色槍身，以及與SIG P226 E2型和SIG P229 E2型相似的新型“增強人體工學型”一整體式握把護板。

### DAK型扳機版本
西格&紹爾亦推出了修改過的純雙動操作（DAO）版本的手槍，並且命名為DAK（英語：Double Action Kellerman，意為：凱勒曼的雙動操作，Kellerman為該扳機系統的設計者）。P220、P226、P229和P239型號皆有DAK型版本。當手槍首發射擊的時候，其扳機扣力是29牛顿（6.5磅力），比標準純雙動操作扳機為44牛顿（10磅力）較輕。當開槍以後而扳機正向前釋放的時候，扳機有一個設置於中間的復位點，大約是在扳機靜止位置一半。扳機在這中間的復位點的扳機扣力是38牛顿（8.5磅力）。如果完全釋放扳機到最前端的位置，這會讓扳機復位到主要扳機復位置，然後扳機扣力回復到29牛顿（6.5磅力）。要將扳機拉到中間復位的話，扳機必須要在套筒通過手動拉動方式或是已經發射的子彈的後座力以下復進的時候一直拉動到後方。這手槍型號可以通過扣動扳機到超過扳機復位位置，然後停止，然後釋放到最前端的位置以完成待擊。這個有可能是一個無意的設計上的缺陷。

## 資料來源
1. 1 2 3 4 5 6 7 8  .   [2014-04-18]. （原始内容存档于2014-04-20）.
2. 1 2 3 4 5 6 7  .   [2014-04-18]. （原始内容存档于2014-04-20）.
3. 1 2 3 4 5 6 7  .   [2014-04-18]. （原始内容存档于2014-06-30）.
4. 1 2 3 4 5 6 7  .   [2014-04-18]. （原始内容存档于2014-04-19）.
5. 1 2 3 4 5 6 7  .   [2014-04-18]. （原始内容存档于2014-04-19）.
6. ↑  .   [2014-04-18]. （原始内容存档于2014-12-02）.
7. ↑  . Cybershooters.org.   [2011-10-23]. （原始内容存档于2004-03-11）.
8. ↑  Wiley Clapp. . Shooting Illustrated. 2011-03-09  [2012-05-14]. （原始内容存档于2013-11-02）.
9. ↑  . Barsto.com.   [2011-10-23]. （原始内容存档于2011-10-25）.

## 外部連結
- （英文）—Official page
- （英文）—Modern firearms—SIG-Sauer P224 pistol（页面存档备份，存于）
- （英文）—The Truth About Guns.com—
  - New from SIG SAUER: P224 Subcompact（页面存档备份，存于）
  - Which Gun Would You Grab: Glock 26 or Sig 224?（页面存档备份，存于）
  - Question of the Day: How Do You Carry in the Summer?（页面存档备份，存于）
- （英文）—Guns & Ammo.com—
  - Introducing the SIG Sauer P224 DA/SA（页面存档备份，存于）
  - Sig Sauer P224
  - Sig Sauer P224 Equinox
- （英文）—Handguns Magazine.com—
  - New Handguns – Day Three
  - Review: SIG P224
- （英文）—Modern Service Weapons.com—
  - SIG P224 SAS（页面存档备份，存于）
  - The SIG P224 – First Shots Update（页面存档备份，存于）
  - P224-9 SAS Hot Ammo – Update #4（页面存档备份，存于）
  - P224-9 SAS Comparisons and a Nit – Update #5（页面存档备份，存于）
- （英文）—POLICE Magazine.com—
  - SIG Sauer's P224 SAS DAK Pistol（页面存档备份，存于）
  - SIG Sauer P224 SAS DAK Pistol（页面存档备份，存于）
  - SIG Sauer P224 DA/SA Subcompact Pistol（页面存档备份，存于）
- （英文）—Shooting Times.com—Chopped with Style: The SIG P938 Extreme and P224 Extreme Review（页面存档备份，存于）
- （英文）—Shotgun News.com—Traditional Downsizing: SIG Sauer P224 Review（页面存档备份，存于）
- （英文）—Tactical Life.com—
  - SIG SAUER P224 .40 S&W（页面存档备份，存于）
  - Sig Sauer P-224 Extreme Pistol Review（页面存档备份，存于）
  - POCKET VIP PROTECTORS
  - SHOT SHOW 2012—DAY 3（页面存档备份，存于）
- （英文）—Personal Defense World.com—
  - SIG SAUER SECURITY（页面存档备份，存于）
  - SIG SAUER P224（页面存档备份，存于）
  - 14 Best Double Stack Subcompact Pistols For Deep Concealment（页面存档备份，存于）
- （英文）—American Rifleman.org—
  - Sig Sauer P224（页面存档备份，存于）
  - Short & Sweet: The SIG Sauer P224（页面存档备份，存于）
  - Gun of the Week: SIG Sauer P224（页面存档备份，存于）
  - SIG Sauer P224（页面存档备份，存于）
  - The SIG Sauer P224（页面存档备份，存于）
  - American Rifleman TV: Making the SIG P224（页面存档备份，存于）
  - Favorite Guns of the Great American Outdoor Show（页面存档备份，存于）
- （英文）—YouTube上的SIG SAUER P224 Conception to Reality
- （简体中文）—D Boy Gun World（槍炮世界）—SIG Sauer P224（页面存档备份，存于）